# Matt Dallas

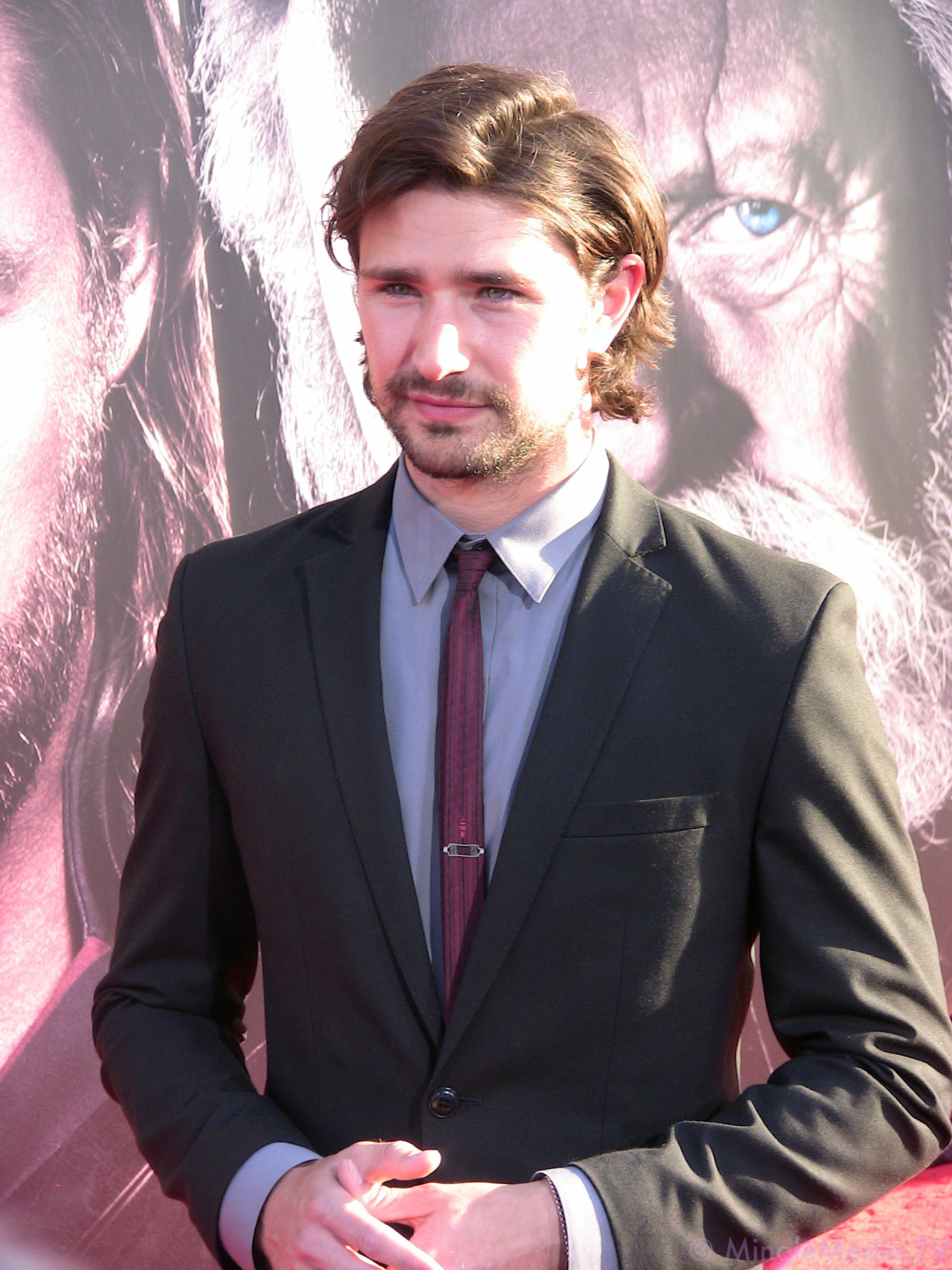
Matt Dallas (2011)

Matthew „Matt“ Joseph Dallas (* 21. Oktober 1982 in Phoenix, Arizona) ist ein US-amerikanischer Schauspieler, der vor allem durch die US-Fernsehserie Kyle XY bekannt wurde.

## Leben
Dallas wurde im Jahre 1982 in Phoenix geboren und wuchs dort auch auf. Er ist das Älteste von vier Kindern. Er hat zwei jüngere Brüder und eine jüngere Schwester. In Phoenix absolvierte Dallas auch seine Schullaufbahn.
Den Weg in die Schauspielerei fand Dallas, als er als 12-Jähriger mit seiner Großmutter eine Aufführung von Das hässliche Entlein besuchte und dabei beschloss, einst selbst als Schauspieler aufzutreten. Daraufhin besuchte er unter anderem die Arizona School for the Arts, wo er noch eine spezielle Schauspielausbildung erhielt. Mit 18 Jahren zog Dallas nach Los Angeles, um seine Schauspielkarriere zu verfolgen.
Im Januar 2013 gab Dallas seine Verlobung mit dem Musiker Blue Hamilton über Twitter bekannt. Die beiden heirateten am 5. Juli 2015. Ende Dezember 2015 adoptierten die beiden einen zwei Jahre alten Jungen.

## Karriere
Im Laufe der Zeit kam er über Theaterauftritte und Auftritte in Musikvideos zu Engagements in Film und Fernsehen. So war er unter anderem 2004 im Musikvideo zur Single Geek Love von Fan 3 zu sehen und kam im darauffolgenden Jahr auch noch zu einem Engagement im Video zu James Blunts Single Goodbye My Lover.
In ebendiesem Jahr startete er auch als Schauspieler in verschiedenen Filmen durch. Dabei sah man ihn in eher kleineren Neben- bzw. Gastrollen in den Filmen Way of the Vampire und Wannabe sowie in seiner ersten größeren Rolle im Horrorfilm Camp Slaughter, der auch unter dem Namen Camp Daze Bekanntheit erlangte. Zudem brachte es Dallas in diesem Jahr auch noch auf einen Gastauftritt in einer Episode von Entourage.
Sein Durchbruch gelang Matt Dallas, als er in die Haupt- und Titelrolle der neuen ABC-Serie Kyle XY gecastet wurde und fortan in dieser in der Rolle des Kyle Trager aka. XY aka. 781227 zu sehen war. Diese Rolle spielte er in jeder Folge der Serie und wurde unter anderem für viele Preise nominiert und mit einigen ausgezeichnet.
So gewann er 2007 den „Rising Star Award“ bei der Verleihung der Saturn Awards und wurde bei ebendieser Verleihung noch im gleichen Jahr in der Kategorie „Best Actor in a Television Program“ nominiert. Außerdem folgte für ihn eine Nominierung beim Teen Choice Awards 2007 für einen Teen Choice Award in der Kategorie „Choice TV: Breakout“. 2008 wurde er ein weiteres Mal für sein Engagement in Kyle XY für einen Saturn Award in der Kategorie „Best Actor on Television“ nominiert. Die Serie selbst erfuhr bis zu ihrem Auslaufen im Jahre 2009 noch einige weitere Nominierungen für verschiedene Fernsehpreise.

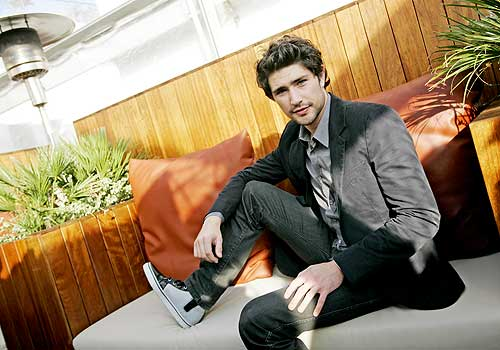
Matt Dallas im Jahre 2008

Parallel arbeitete Dallas an zahlreichen Nebenprojekten, dabei vor allem an Filmproduktionen. So wurde er im Jahre 2006 im Spielfilm Living the Dream sowie im Kurzfilm Shugar Shank eingesetzt. Im Jahr 2007 war er in einer Hauptrolle im Drama The Indian zu sehen. Beim Monaco International Film Festival räumte der Film zahlreiche Preise ab, wobei Dallas unter anderem in den Kategorien „Best Newcomer“ und „Best Ensemble Cast“ einen „Angel Film Award“ gewann.
Weitere Projekte parallel zu Kyle XY waren auch noch die Produktion des Horrorfilms Babysitter Wanted, in dem man ihn in einer Nebenrolle sah, sowie das Musikvideo zu Katy Perrys Thinking of You. Zudem sah man ihn auch noch in sechs der ersten sieben Episoden der Fernsehserie Eastwick, die ab 2009 ausgestrahlt und deren Produktion nach nur einer Staffel mit 13 Episoden wieder eingestellt wurde.
Ab dem Jahre 2010 wurde Dallas wieder für zahlreiche verschiedene Filmprojekte gebucht. So sah man ihn in As Good as Dead und Businessplan zum Verlieben sowie im rund viertelstündigen Kurzfilm In Between Days jeweils in einer der Nebenrollen. Zudem folgte im Jahre 2011 die Premiere von Hot Dudes with Kittens, in diesem Kurzfilm hatte er erneut eine Nebenrolle inne. Nur wenige Monate nach der Premiere des Kurzfilms startete der Film You, Me & The Circus, in dem Dallas eine Hauptrolle verkörperte. Unter anderem wurde Matt Dallas dafür auch bereits am World Music and Independent Film Festival (WMIFF) für einen Award in der Kategorie „WMIFF Best Actor in a Feature Film“ nominiert.
Im Jahr 2012 wirkte Dallas in vielen Filmen mit, so zum Beispiel in  The Ghost of Goodnight Lane, Life Tracker und Naughty or Nice.
Bei deutschsprachigen Synchronversionen der Serien und Filme hat Matt Dallas keine Feststimme. So wurde er in der Serie Kyle XY im Deutschen unter anderem von Nicolás Artajo und im Film Businessplan zum Verlieben von Alexander Brem synchronisiert. Als Theaterschauspieler trat er in zahlreichen namhaften Stücken an verschiedenen Theaterspielstätten in seiner Heimatstadt in Erscheinung und war danach auch in Los Angeles kurzzeitig als Schauspieler im Theater aktiv.

## Filmografie (Auswahl)
Filmauftritte
- 2005: Way of the Vampire
- 2005: Camp Slaughter (auch Camp Daze)
- 2005: Wannabe
- 2006: Living the Dream
- 2006: Shugar Shank
- 2007: The Indian
- 2008: Babysitter Wanted
- 2010: As Good as Dead
- 2010: In Between Days
- 2010: Businessplan zum Verlieben (Beauty & the Briefcase)
- 2011: Hot Dudes with Kittens
- 2012: Life Tracker
- 2012: The Ghost of Goodnight Lane
- 2012: The First Ride of Wyatt Earp
- 2012: You, Me & The Circus

Serienauftritte
- 2005: Entourage (Fernsehserie, Folge 2x6)
- 2006–2009: Kyle XY (Fernsehserie, 43 Folgen)
- 2009: Eastwick (Fernsehserie, 6 Folgen)
- 2013: Baby Daddy (Fernsehserie, 4 Folgen)

Musikvideos
- 2004: Geek Love von Fan 3
- 2005: Goodbye My Lover von James Blunt
- 2008: Thinking of You von Katy Perry
- 2014: It´s My Belly Button von Rhett & Link

## Theaterauftritte

### In Phoenix, Arizona
- The Music Man im Paradise Valley Playhouse (Regisseur: Shannon Obrian)
- Das Wintermärchen im Paradise Valley Playhouse (Regisseur: Shannon Obrian)
- Tagebuch der Anne Frank am Stagebrush Theatre (Regisseur: T.J. Weltzein)
- The Dining Room im Paradise Valley Playhouse (Regisseur: Shannon Obrian)
- Bye Bye Birdie am Greasepaint Theatre (Regisseur: Wendy Leonard)
- Bill and Ted’s symphonic Adventure (The Phoenix Symphony)
- West Side Story am Valley Youth Theatre (Regisseur: Bob Cooper)
- Ein Mittsommernachtstraum bei Shakespeare on the River (Regisseur: Dave Chorley)
- Der kleine Horrorladen im Paradise Valley Playhouse (Regisseur: Jeana Whitaker)

### In Los Angeles, Kalifornien
2004: 197 Steps am Stella Adler Theatre (Regisseur: Bill Becker)

## Nominierungen und Auszeichnungen

### Nominierungen
- 2007: Saturn Award in der Kategorie „Best Actor in a Television Program“ für sein Engagement in Kyle XY
- 2007: Teen Choice Award in der Kategorie „Choice TV: Breakout“ für sein Engagement in Kyle XY
- 2008: Saturn Award in der Kategorie „Best Actor on Television“ für sein Engagement in Kyle XY
- 2011: nominiert in der Kategorie „WMIFF Best Actor in a Feature Film“ am World Music and Independent Film Festival (WMIFF) für sein Engagement in You, Me & The Circus

### Auszeichnungen
- 2007: „Rising Star Award“ bei der Verleihung der Saturn Awards
- 2007: „Angel Film Award“ in der Kategorie „Best Newcomer“ Monaco International Film Festival für sein Engagement in The Indian
- 2007: „Angel Film Award“ in der Kategorie „Best Ensemble Cast“ Monaco International Film Festival für sein Engagement in The Indian (zusammen mit dem restlichen Cast des Films)